# Limacridium viridis
Limacridium viridis är en insektsart som beskrevs av Frédéric Carbonell och Campos-seabra 1988. Limacridium viridis ingår i släktet Limacridium och familjen Romaleidae. Inga underarter finns listade i Catalogue of Life.